# Ruines de Saint-Paul
Les ruines de Saint-Paul sont un ensemble architectural de Macao, constitué de l’église de la Mère-de-Dieu de Macao et des fondations du collège Saint-Paul. Construits à la fin du XVIe (collège) et début du XVIIe siècle (église), collège et église sont ravagés par un incendie en 1835.  Ne reste debout que la façade de l’église au haut d’un escalier monumental de 68 marches. Image emblématique de Macao, et devenu sa plus grande attraction touristique, ce site fut classé en 2005 au Patrimoine mondial de l'humanité (UNESCO) avec tout le centre historique de Macao.

## Origine et histoire
Six ans après que les autorités chinoises ont autorisé les Portugais à s'installer à Macao, trois jésuites y arrivent (1563) : les deux prêtres Francisco Perez et Manuel Texeira, avec un étudiant, André Pinto. Ils établissent une résidence et construisent (1565) une modeste église de chaume, Saint-Antoine. Le père Texeira parle de cinq à six mille « âmes chrétiennes » en 1568.
Macao prend de l’importance avec l’arrivée de Melchior Carneiro en 1568. Évêque jésuite destiné à la mission d’Éthiopie, Carneiro n’a pu y entrer et est envoyé à Macao où il fonde plusieurs œuvres caritatives dont un hôpital en 1569 — le premier à Macao — et devient le premier évêque de Macao lorsque ce comptoir portugais est érigé en diocèse pour 'le Japon et la Chine' (1576). En fait, du point de vue missionnaire, Macao est surtout point de transit pour ceux qui sont destinés au Japon. En 1576, 14 jésuites sont à Macao, en attente d'un passage vers le Japon. 
Le premier missionnaire jésuite envoyé en Chine, Michele Ruggieri (en 1579), et Matteo Ricci, en 1582, font une longue halte à Macao, territoire portugais, avant de passer la frontière, du temps étant nécessaire pour apprendre les rudiments de la langue chinoise et obtenir le laissez-passer des autorités du canton chinois voisin de Macao. Avec eux ou après eux tous les missionnaires envoyés en Chine aux XVIIe et XVIIIe siècles – jésuites ou autres – passeront une ou plusieurs années à Macao avant d’entrer dans l’Empire du milieu.
En 1595, un incendie détruit collège et église. Si le collège est rapidement reconstruit, la construction d’une nouvelle église, plus grande que la précédente, prend de temps. Les travaux commencent en 1602 sous la direction de Charles Spinola (1565-1622), architecte jésuite (qui mourra martyr à Nagasaki), et ne se terminent qu’avec la pose d’une croix de fer au sommet du fronton en 1644. Elle est alors la plus grande église catholique d’Extrême-Orient.
Durant un siècle et demi, jusqu'à l’expulsion des jésuites des colonies portugaises en 1759, l’église est un centre missionnaire très actif du catholicisme de Macao et de l’Extrême-Orient. Il semble bien qu’elle fut même la cathédrale du diocèse, connue sous le nom de « cathédrale Saint-Paul » (le nom du collège voisin).
En 1835, un feu ravage église et collège. La façade reste debout. Dans quelques murs réduits à une hauteur de 25 pieds des ossuaires sont créés et le lieu devient un cimetière qui reste ouvert jusqu’en 1854. À partir de cette date, les sépultures 
sont transférées dans un nouveau cimetière et les ruines de l’église sont quasi abandonnées pendant un siècle.

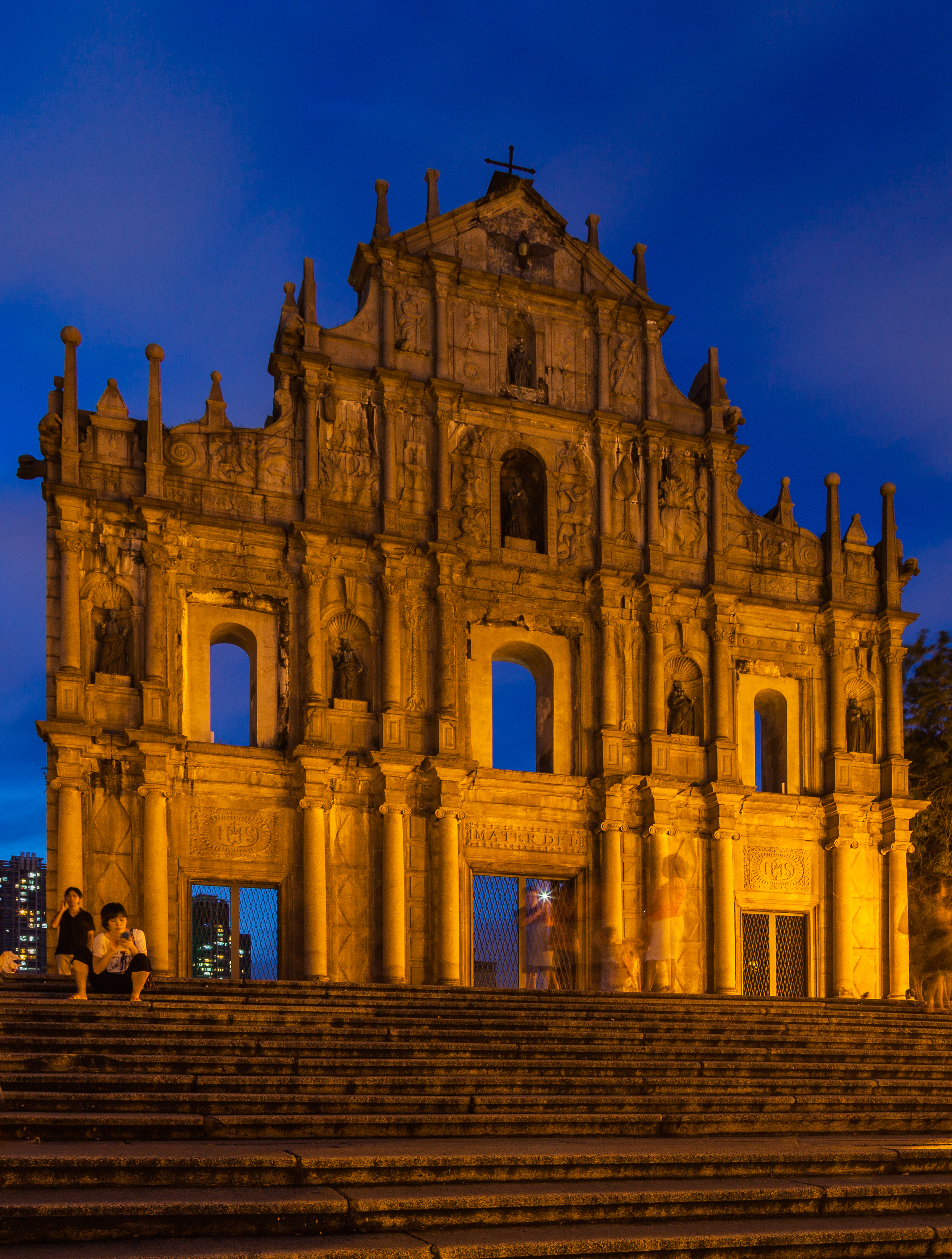
Au coucher du soleil.
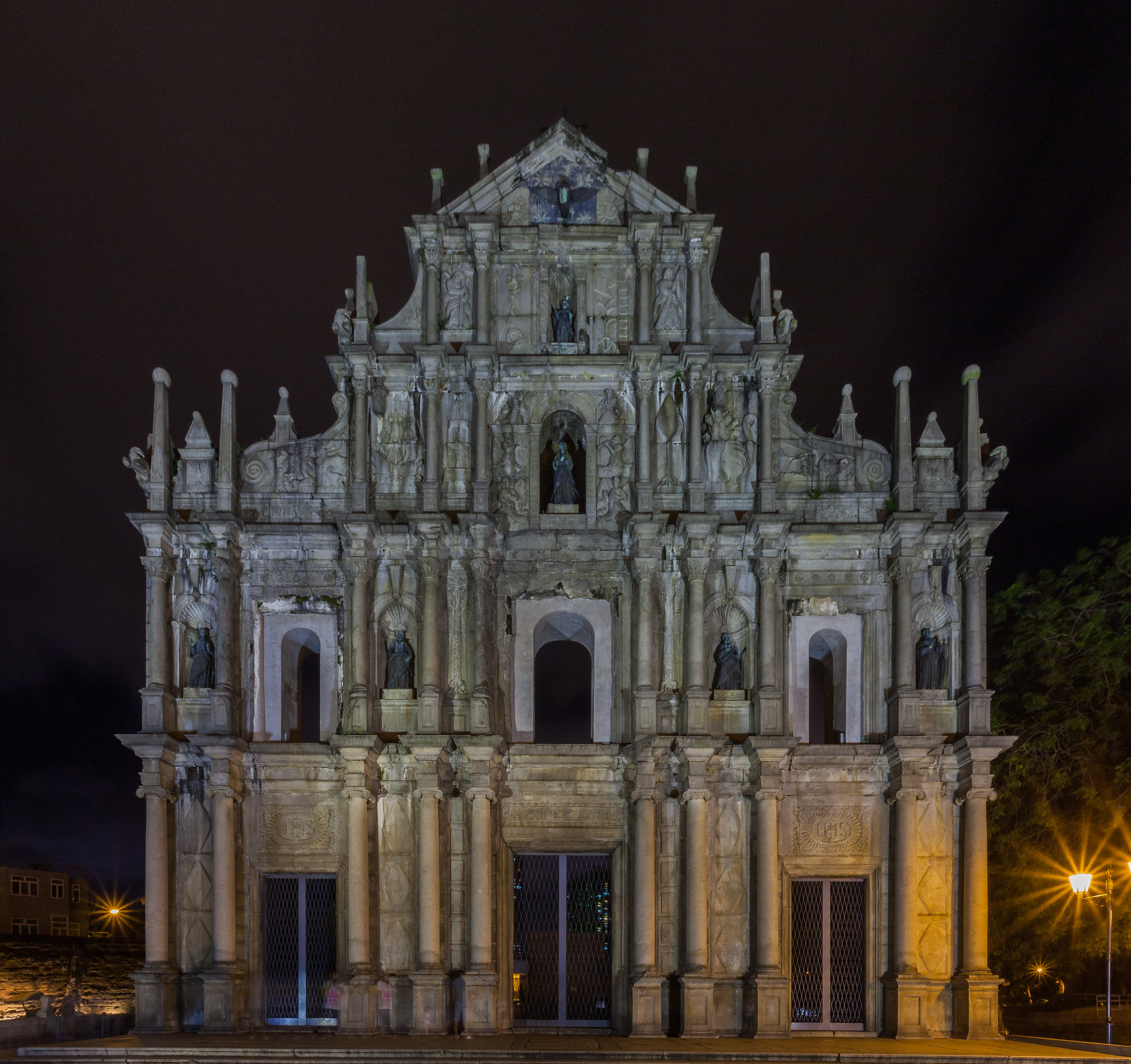
De nuit.
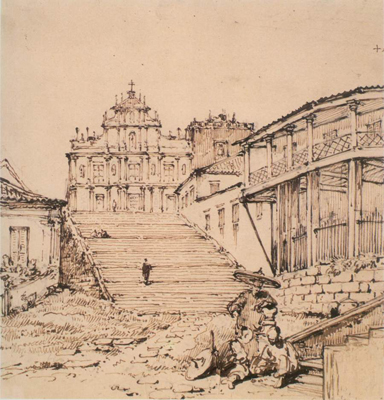
L'église et le collège Saint-Paul (à droite), de Macao (dessin de George Chinnery, 1834).

## Description

### Église de la Mère-de-Dieu
L’église de la Mère-de-Dieu de Macao est le reste en ruines d'une église du début du XVIIe siècle. Collège et église sont ravagés par un incendie en 1835.  Ne reste debout que la façade de l’église au haut d’un escalier monumental de 68 marches. 

### Collège Saint-Paul
L’ancien Collège Saint-Paul (en portugais : Colégio de São Paulo) était un collège jésuite et séminaire universitaire pour tout l’Extrême-Orient. Fondé par Alexandre Valignano et construit à la fin du XVIe siècle à Macao (alors comptoir portugais), il eut une grande influence sur l’ouverture des missionnaires jésuites aux langues et cultures de l’Orient (Chine et Japon). Expulsés par les autorités portugaises les jésuites le quittent en 1762. 
Il est entièrement détruit par un incendie dévastateur le 26 janvier 1835, il ne reste que des fondations. Certains éléments trouvés au cours de fouilles sont maintenant visibles au Musée de Macao.